# لیلا ۳۳۹۷
سیارک ۳۳۹۷ (به انگلیسی: 3397 Leyla، نامگذاری:1964XA) سه هزار و سیصد و نود و هفتمین سیارک کشف شده‌است که در ۸ دسامبر ۱۹۶۴ کشف شد.
قدر مطلق سیارک برابر ۱۳٫۶۰ است.